# 加瀬征弘
加瀬 征弘（かせ ゆきひろ、1965年1月20日 - ）は、朝日放送テレビ（ABCテレビ）の社員で元・アナウンサー。スカイ・エー（関連会社）への出向などを経て、朝日放送（旧法人）の最後にして、ABCテレビで最初のアナウンス部長を2023年5月31日まで務めていた。　

## 来歴・人物
東京都出身。東京都立駒場高等学校、早稲田大学商学部を卒業し、1987年にアナウンサーとして入社。同期に宮根誠司がいる。スポーツ実況アナとして近鉄バファローズ戦を中心に野球、ラグビー、バレーボール、駅伝などを担当。2001年の近鉄優勝決定試合ではテレビ地上波の実況を務めた。
そのほかにはテレビ朝日系列全国ネット番組『土曜だエブリバディ!』、テレビ番組『おはよう朝日です』（リポーター）、ラジオ番組『近鉄バファローズアワー』に出演した。
2005年4月よりスカイ・エーに出向し、主にプロ野球実況で活躍していたが、2006年からはゴルフ中継「全部見せます!ゴルフシリーズ」のプロデュースなどを担当。2010年11月に出向を終了、朝日放送に戻った。
2015年9月にアナウンス部へ復帰してからは、部内の管理業務に事実上専念。前任のアナウンス部長・岡元昇が担当していたテレビ番組『マンスリーABC』も、後輩アナウンサーの橋詰優子が引き継いでいた。ただし、ラジオ番組では、2017年8月6日の「日曜スペシャル」内で放送された『モトグラ同窓会〜鈴鹿8耐40周年記念SP 大人のサーキット遊び〜』（加瀬が先輩アナウンサー・中邨雄二からアシスタントを引き継いだ『モトグラフィック』の復活企画）に出演。全国高校野球選手権大会中継の期間中など、アナウンス部所属のアナウンサーが払底する時期に、テレビやラジオの定時ニュースを担当することもあった。
朝日放送（旧法人）の認定放送持株会社化と連動したグループ再編に伴って2018年4月1日付で朝日放送テレビの総合編成局へ移管されたアナウンス部でも、初代の部長として管理業務を優先しつつ、定時ニュースに随時出演。旧法人からラジオ放送事業・免許やJRN・NRNの加盟資格を同日付で承継した朝日放送ラジオでは、2021年頃から『サクサク土曜日　中邨雄二です』内の定時ニュース（7・9時台）を担当することが多く、中邨からの呼び掛けに応じる格好で「サクスポ」（8時前後に放送されるスポーツコーナー）にも出演することが相次いでいた。
朝日放送テレビにおける正社員定年（60歳）の1年7ヶ月前に当たる2023年6月1日付の人事異動で、アナウンス部を再び離れた。異動先は同日の時点で明らかにされていないが、自身と入れ替わる格好でスポーツ部からアナウンス部に復帰した枝松順一（スポーツアナウンサー時代の部下）が、アナウンス部長のポストを加瀬から引き継いでいる。
2023年6月1日に、スポーツ局スポーツ部に管理部長として異動。20代にキャスターを務めた「甲子園への道」のプロデューサーも務めた。2024年6月にスカイＡに出向。6月の同社の株主総会で取締役に就任し、総務、人事、経理を担当している。